# Тельті Курук

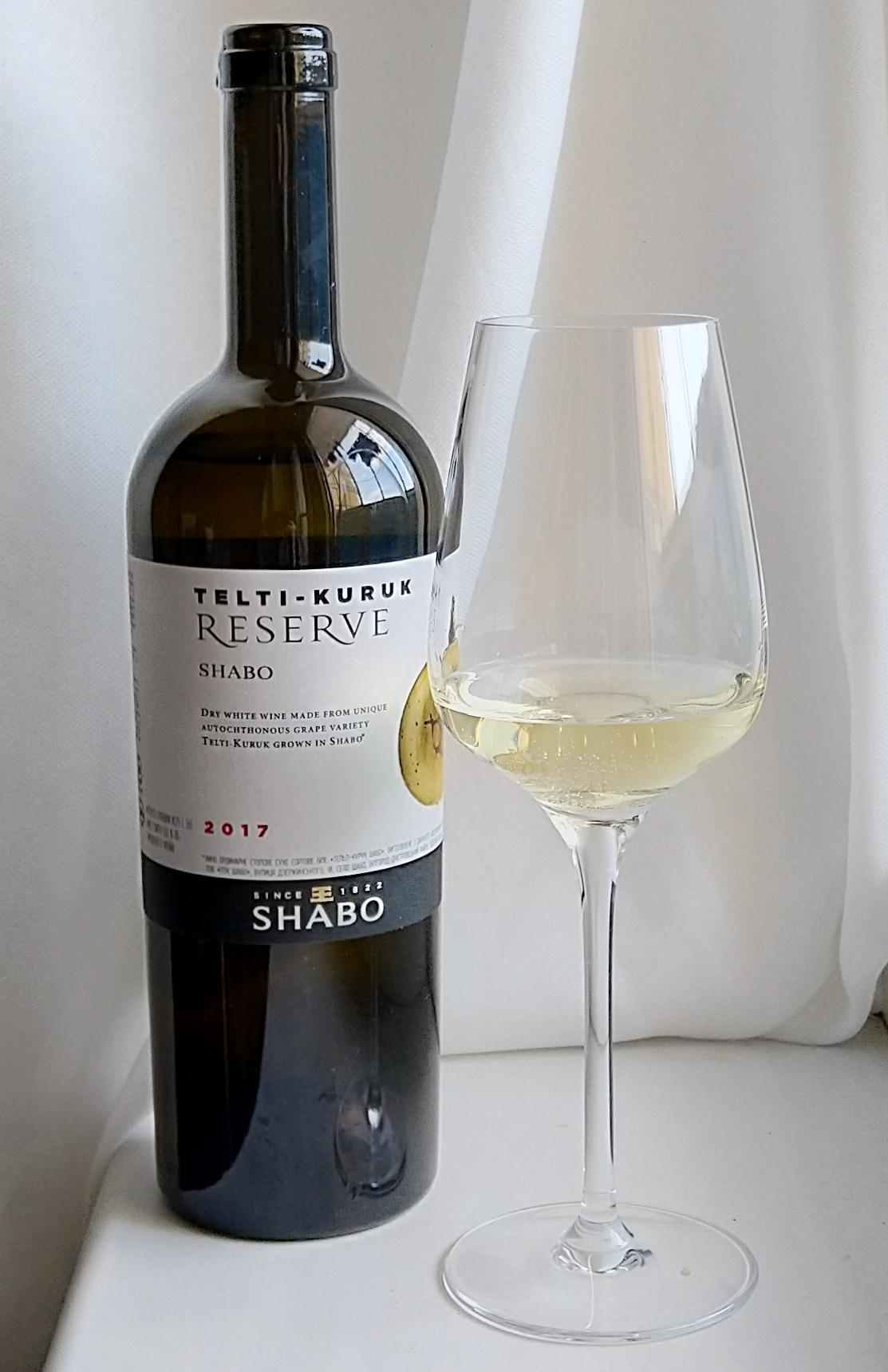
Вино з винограду Тельті Курук

Тельті Курук (англ. Telti-kuruk) — український технічний сорт білого винограду. Сорт вирощується на території Одеської області протягом кількох століть. Назву отримав завдяки незвичайній формі грона й у перекладі з турецької означає «лисячий хвіст».

## Розповсюдження
Сорт є автохтонним для України. Вирощується в Одеській та Херсонській областях. Площа виноградників невелика та становить кілька десятків гектарів.

## Характеристики сорту
Перші 2-3 молодих листа вкриті густим опушенням. Однорічний пагін рожево-жовто-бурого кольору, з сизим нальотом і червоно-бурими вузлами. Лист середньої величини, округлий, слабкорозсічений, 3- або 5-лопатевий. Черешкова виїмка відкрита, ліроподібна або закрита з еліптичним просвітом. Нижня поверхня листа вкрита густим опушенням. Квітка двостатева. Гроно середньої величини (довжиною 16, шириною 9 см), циліндроконічне, іноді циліндричне, середньої щільності або щільне. Ніжка грона середньої довжини. Маса грона 90-134 г. Ягода середньої величини або дрібна, слабко-овальної форми, жовтувато-зелена, з густим нальотом кутину. Шкірочка тонка, міцна. М'якоть соковита, ніжна. Смак простий. Насіння в ягоді 2-3. Осіннє забарвлення листя жовте.
Вегетаційний період. Від розпускання бруньок до промислової зрілості ягід винограду минає 157 днів при сумі активних температур 3000 °C. Збір врожаю — наприкінці вересня. Кущі середньої або вище за середню сили росту. Урожайність висока. Плодоносних пагонів 70 %, середня кількість суцвіть на розвиненому пагоні 1,1, на плодоносному 1,6. Нерідко врожайність сорту винограду Тельті Курук значно знижується через незадовільне запилення, може спостерігатись горошіння ягід (до 25 %), особливо при перевантаженні кущів врожаєм. Склад грона: сік — 80,6 %, гребені — 3,5 %, шкірка, щільні частини м'якоті і насіння — 15,9 %. Урожайність у межах від 85 до 109 ц/га. Цукристість сусла близько 19 г/100 мл при кислотності близько 7,5 г/дм³.
Стійкість до мілдью середня, відрізняється підвищеною сприйнятливістю до оїдіуму й сірої гнилі, легко пошкоджується листовійкою, відносно стійкий до філоксери. Тельті Курук не відрізняється морозостійкістю. На нестачу вологи в ґрунті лоза реагує зниженням обсягу ягід. Найкращі врожаї одержують при вирощуванні сорту на піщаних і супіщаних ґрунтах. Формування кущів переважно віялоподібне, безштамбове.
На даний час у Національному науковому центрі «Інститут виноградарства і виноробства ім. В. Є. Таїрова» проводиться селекція різних клонів сорту з метою покращення їх якості.

## Характеристики вина
Тельті Курук використовується для виробництва сухих вин та виноматеріалу для ігристих вин. Молоде вино світло-солом'яного кольору із золотистим відтінком, аромат яскравий, квітково-медовий, смак з гарною кислотністю та нотами білих фруктів, гармонійний, приємний, повний.